# Jardin du cloître de l'église Notre-Dame de Garonne
Los jardines del claustro de la iglesia de Notre-Dame de Garonne (Jardin du cloître de l'église Notre-Dame de Garonne en francés) es un castillo del siglo XIV, con un jardín botánico a su alrededor e interior, situado en Marmande, Francia.
El claustro de la iglesia de Notre-Dame de Garonne está clasificado con el título de monuments historiques por el « Ministère de la Culture et de la Communication » (Ministerio de la Cultura y la Comunicación) de Francia. 

## Localización
Jardin du cloître de l'église Notre-Dame de Garonne Parvis Jean XXIII, Code Postal 47200 Marmande, département de Gironde, Aquitaine France-Francia. 
Planos y vistas satelitales, 44°33′54″N 0°17′48.48″O / 44.56500, -0.2968000
Está abierto al público en los meses cálidos del año todos los días.

## Historia
El claustro se unió al flanco sur de Nuestra Señora de Marmande aunque iniciado en el siglo XIII y remodelado en el siglo XIV tien fecha de terminación de 1540. 
Es de estilo renacentista francés. No sabemos la fecha exacta de la destrucción de parte de sus galerías, pero durante las guerras de religión entre 1560 y 1569, el monasterio fue afectado. 
Las galerías y el patio del claustro sirvieron como cementerios. Estos fueron profanados durante este período difícil, entonces reconciliado por el obispo de Agen Nicolas de Villars. 
En 1852, el claustro fue objeto de una restauración. Su jardín patio ajardinado en el arte del jardín de topiaria clásica en la década de 1950.

## Jardines
Los jardines del claustro « à la Française », se terminaron en 1955 han recibido la etiqueta de « Jardin remarquable » en 2007. 
.

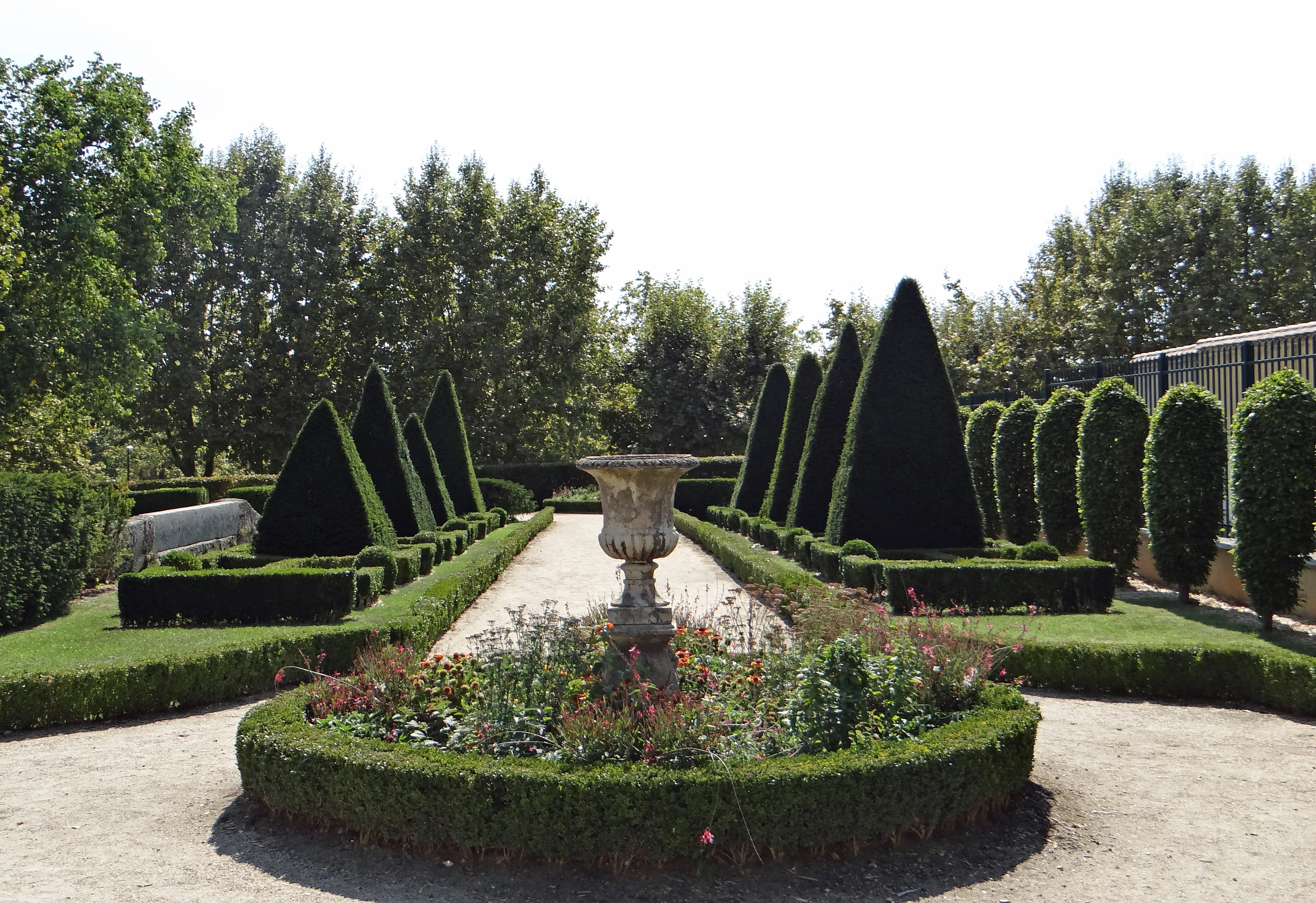
Parterres del jardín.

Estos jardines fueron catalogados como monumentos históricos.